# 処女の泉
『処女の泉』（しょじょのいずみ、スウェーデン語: Jungfrukällan、英語: The Virgin Spring）は、1960年製作のスウェーデン映画。イングマール・ベルイマン監督作品。中世のスウェーデンを舞台に、陵辱の果てに命を奪われた少女の悲劇と、彼女の父親による復讐を描いた作品。

## 概要
エステルイェートランド地方に伝わる13世紀のバラッド『ヴェンゲのテーレの娘たち』を原案に、女流作家のウラ・イザクソンが脚本を執筆。屋外のシーンはダーラナ地方で、室内のシーンはストックホルムの映画スタジオでそれぞれ撮影された。同時期のイングマール・ベルイマンの作品である『第七の封印』と同様に、神の沈黙とそれに向き合う人間がテーマとなっている。
ベルイマンは本作品でアカデミー外国語映画賞、ゴールデングローブ賞外国語映画賞、カンヌ国際映画祭特別賞など多くの映画賞を受賞した。日本でも1961年度のキネマ旬報外国語映画ベスト・テン第1位に選出され、翌1962年に公開された『野いちご』（本国での公開は1957年）と併せて好評を博した。本作品と『野いちご』の二年連続でのベスト・テン第1位選出は、日本におけるベルイマン人気が高まるきっかけとなった。

## ストーリー
舞台は土着信仰とキリスト教が混在する中世のスウェーデン。裕福な地主テーレとその妻メレータ、彼らの一人娘であるカリンの一家は敬虔なキリスト教徒である。しかし一家の養女であるインゲリは密かに異教の神オーディンを信奉し、苦労を知らずに育ったカリンを呪詛している。
ある日、教会への勤めを両親に命じられたカリンとインゲリ。途中でインゲリと言い争いをしたカリンは、彼女と別れて一人教会に向かう。道中カリンは貧しげな三人の羊飼いの兄弟に遭遇する。彼らに同情して食糧を分け与えるカリンだが、清純なカリンに魅了された長男と次男はカリンを強姦、更に勢い余って彼女を殺害してしまう。その様子を物陰から目撃していたインゲリはカリンを助けようとするが、結局何も出来ない。
カリンを殺害した夜に羊飼いの兄弟が宿を乞うたのは、偶然にも彼女の両親が経営する農場だった。そうとは知らず、羊飼いの兄弟は母親のメレータにカリンから剥ぎ取った衣服を売りつけようとする。娘の運命を察したメレータは、夫のテーレに誰が娘を殺したかを告げる。妻にカリンの衣服を見せられ、更に人目を忍んで帰宅したインゲリから娘の死の様子を聞きだしたテーレは、羊飼いの兄弟に復讐することを誓う。
早朝の光の中、復讐のために体を清めたテーレは羊飼いの兄弟が眠る母屋に赴く。娘に乱暴した長男と次男を斃したのち、テーレは激情に任せて罪の無い末っ子の少年の命まで奪ってしまう。冷静になったテーレは自らの犯した罪の大きさに慄然とし、神に許しを乞う。
羊飼いの兄弟を皆殺しにしたテーレは、インゲリによって森に放置されたカリンの亡骸まで案内される。変わり果てた娘の姿にショックを隠しきれないメレータ、そしてテーレは娘の死と彼自身の冷酷な復讐を看過した神を糾弾する。神の無慈悲に絶望しながらも、それでもなお神の救済を求めるテーレは、娘の遺体の側に罪滅ぼしのために教会を建設することを約束する。
テーレとメレータが娘の亡骸を抱きかかえたその時、彼女が横たわっていた場所から泉が湧き出してくる。神の恩寵を目の当たりにした一行は、跪いて神に祈りを捧げるのだった。インゲリは、泉から湧き出た水を、手で掬って顔に注ぎかけた。

## キャスト
- マックス・フォン・シドー：テーレ
- ビルギッタ・ヴァルベルイ：メレータ
- グンネル・リンドブロム：インゲリ
- ビルギッタ・ペテルソン：カリン

## トリビア
- 少女のレイプという当時としては衝撃的な題材を扱っただけあり、本作品は公開時に内外で物議を醸した。アメリカでは近年DVDが発売するまで、一般家庭では検閲が入ったバージョンしか視聴できない状態にあった[2]。一説にはベルイマン本人も問題のシーンを削除するよう脅迫を受けたという[3]。日本公開時には映倫によってレイプシーンが丸ごと削除されるという事態になった。

- 本作品はベルイマンと撮影監督のスヴェン・ニクヴィストが初めてコンビを組んだ作品である。これ以降ニクヴィストは『叫びとささやき』、『ファニーとアレクサンデル』など後期のベルイマン監督作品の多くに参加した。

- 1972年製作のスプラッター映画『鮮血の美学』のモチーフとなった。